# السجن في النرويج

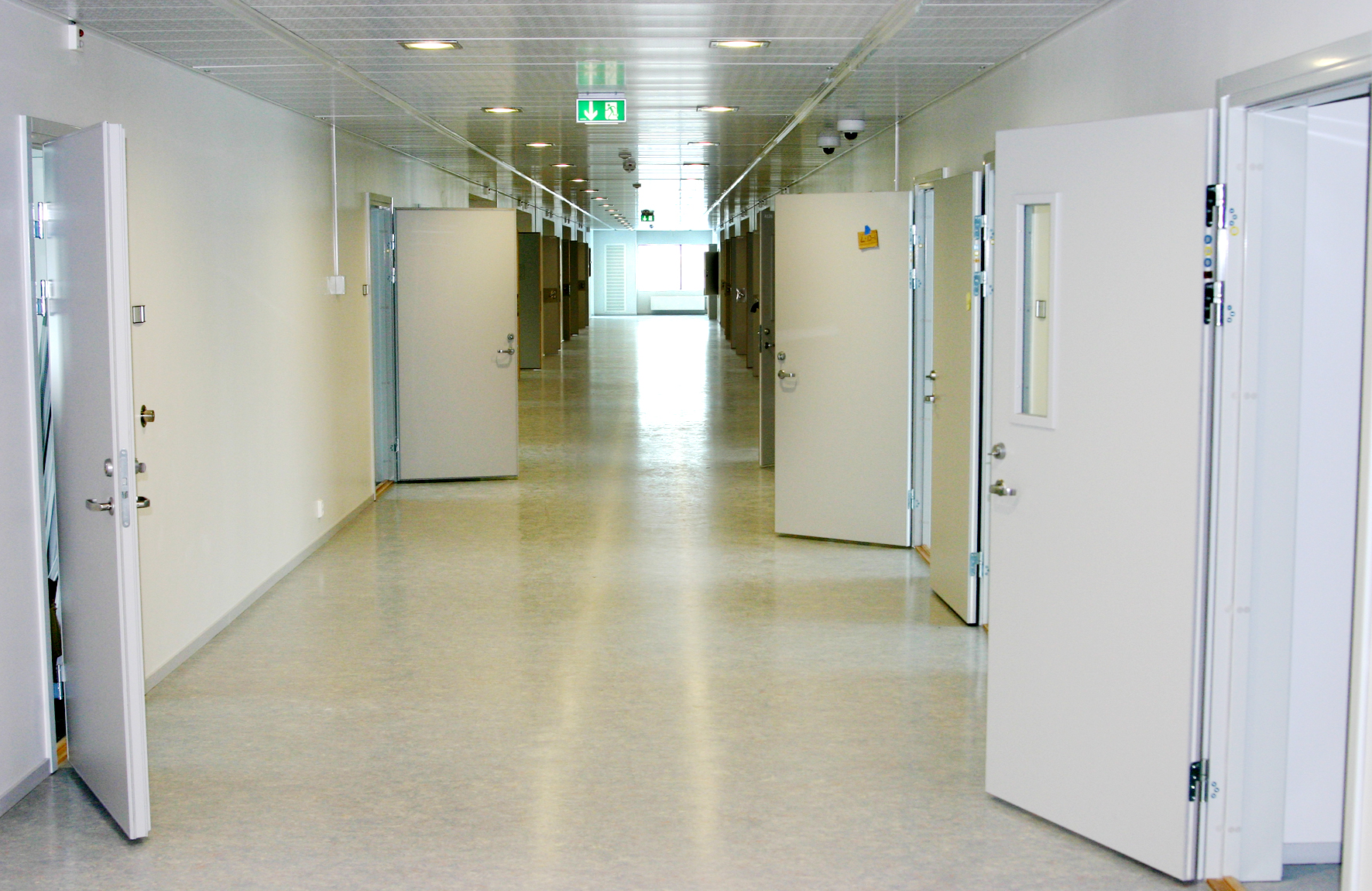
صورة توضيحيه في إحدى سجون النرويج

يركز السجن أو الحبس في نظام العدالة الجنائية في النرويج على مبدأ العدالة الإصلاحية وإعادة تأهيل السجناء. وتركز المرافق الإصلاحية في النرويج على رعاية الجاني والتأكد من أنه يمكن أن يصبح عضوا فاعلا في المجتمع مرة أخرى.
يوجد في النرويج واحد من أدنى معدلات النكس في العالم، حوالي 20٪،  مع ما يقرب من 3933 من المجرمين في السجن،  وواحد من أدنى معدلات الجريمة في العالم.
تشتهر سجون النرويج بكونها من أفضل السجون وأكثرها إنسانية في العالم. لا يوجد في النرويج عقوبة الإعدام أو الحكم على الأشخاص بالسجن مدى الحياة. الحد الأقصى لعقوبة الحبس هو 21 سنة، إلا أن للمحاكم سلطة الإضافة أو الزيادة في الحكم إذا لم يشعروا أن الجاني قد تم إعادة تأهيله بالكامل.

## التاريخ
قبل إدخال نظام العدالة التصالحية، كان لدى النرويج نظام العدالة العقابية. في عام 1968 كان شعب النرويج غير راضٍ عن الظروف المعيشية القاسية للنظام الإصلاحي  وتم تشكيل الجمعية النرويجية للإصلاح الجنائي (KROM).
هاجمت KROM نظام العقوبات الذي يعتمد على العلاج الطبي للمجرمين. تم علاج الجاني طبيا، واعتمادا على نجاح العلاج، تم سجنهم لفترة مناسبة.
في عام 1970 كان أول قانون هو إلغاء أنظمة العمل الجبري. بحلول عام 1975 تم إلغاء مراكز جنوح الأحداث. كان النموذج الجزائي فاشلاً، مع معدل عودة إلى تكرار الجرائم بنسبة 91 في المائة.
وفقا لمبتكريها في ذلك الوقت لم تكن العودة إلى المشكلة هي المشكلة، وكان هدفهم المتمثل في إلغاء مراكز جنوح الأحداث ومعسكرات العمل القسري، وبالتالي جعل حركاتهم الأولى ناجحة. في ذلك الوقت ساعد هذا النظام على أن يمهد الطريق أمام طريقة جديدة لعلاج المجرمين. اعتبارًا من 2017 ظلت KROM نشطة ومستمرة.

## نزلاء السجون
وفقًا لموقع موجز السجن العالمي، يوجد في النرويج 3933 شخصًا في 54 مؤسسة مختلفة اعتبارًا من يناير 2017 . ومن بين هؤلاء 3333 شخصًا داخل السجن، فإن 23٪ منهم محتجزون احتياطياً أو ينتظرون محاكمتهم. لا يوجد سوى 0.1٪ من الأحداث داخل نظامهم الإصلاحي.
كما يوجد فقط حوالي 6٪ من الإناث داخل السجون مما يجعل نسبة الذكور 94٪ من إجمالي نزلاء السجون في النرويج، أكثر بقليل من 30 ٪ هم من المولودين في الخارج، ليسوا من المواطنين النرويجيين أو السكان الاصليين.
السعة الرسمية التي يمكن أن تحتفظ بها النرويج داخل سجونها هي 4092 شخصًا، مما يعني أن مؤسساتهم لم تتجاوز طاقتها بعد. لا يزال لديهم مساحة كبيرة لوضع الناس الذين يدينون بارتكاب جريمة. ومع ذلك، فإن عدد الأشخاص الذين تم حبسهم في تزايد في العقد الماضي أو نحو ذلك.
اعتبارًا من عام 2000، كان هناك حوالي 2500 شخص محبوسين داخل المرافق الإصلاحية في النرويج. وفي عام 2008، كان هناك أقل بقليل من 3400 شخص محبوسين وفي عام 2016، كان هناك 3850 شخصًا في السجن.
قفز معدل نزلاء السجون من 57 لكل 100,000 شخص في عام 2000 إلى 73 لكل 100,000 شخص في عام 2016 . على الرغم من أن هذا قد لا يكون أعلى قفزة، إلا أنه لا يزال يظهر أن هناك زيادة في عدد السجناء في النرويج.

## العدالة التصالحية في النرويج
النرويج لديها واحدة من أدنى معدلات الحبس والنكس في العالم، وطريقتهم فعالة للغاية تستخدم البلدان الأخرى «النموذج النرويجي». تفضل النرويج استخدام عقوبات بديلة، تُعرف أيضًا باسم «العقوبات في المجتمع»،  ولكن لا تزال تستخدم «العقوبات في السجن».

### العقوبات في المجتمع
العقوبات في المجتمع تعني أن الجاني سيقضي وقته خارج السجن، وعليه أن يجتمع مع مسؤول في عدد محدد من المرات حسب أوامر المحكمة. في المقابل، يمكنهم البقاء خارج السجن إذا اتبعوا أوامر المحكمة، وفي معظم الحالات يحتفظوا بوظيفتهم الحالية، أو تأمرهم المحكمة بالعمل، يمكنهم الاستمرار في البقاء مع أسرهم (الأطفال، الأزواج، إلخ)، يمكن أن تستمر في كثير من الأحيان حياتهم الطبيعية ولكن دون جريمة. يتم تطبيق العقوبات في المجتمع فقط إذا لم يكن هناك عبء على الضحايا أو أسرهم أو مجتمعهم نتيجة لذلك.
خدمة المجتمع هي العقوبة الأكثر شيوعًا في المجتمع، ويتم قياسها بالساعات وليس بالأيام أو الأشهر أو السنوات. يُحكم على ما يقرب من 2500 شخص بهذا الشكل من العقوبة في السنة ويمكن أن تتراوح الساعات من الحد الأدنى من 30 إلى 70 كحد أقصى، ومتوسط العدد الممنوح للفرد عادة حوالي 70 ساعة ويجب إكماله في أقل من عام.
يقضي الفرد وقته في الكنائس والمدارس ورياض الأطفال والمنظمات التطوعية والمنظمات الاجتماعية. قد تتضمن خدمة المجتمع «برامج التغيير»، والعلاج، والمحادثات الخاصة والبرامج الأخرى التي قد يتم تضمينها في الجريمة.
للجهاز الإصلاحي الحق في إضافة شروط أخرى مثل حظر تعاطي المخدرات أو الكحول، خارج أوامر المحكمة. سيضع النظام الإصلاحي «خطة تنفيذ» بموجب المبادئ التوجيهية لأمر المحكمة، ثم يمكنهم إضافة البرامج أو الشروط التي يرونها مناسبة للجريمة المرتكبة والفرد.
يجب أن تتضمن هذه الخطة جميع جوانب خدمة المجتمع، والعقوبات الأخرى، والبرامج الأخرى مع التوقيت والموقع والأشخاص المعنيين.
المراقبة الإلكترونية أو المراقبة الإلكترونية هي واحدة من أكثر طرق العقوبات شعبية في المجتمع. إنه نظام تحديد المواقع الإلكتروني في الكاحل الذي يجب ارتداؤه في جميع الأوقات، فهو يراقب الفرد، ولا يمكن استخدامه إلا في الأشهر الأربعة الأخيرة من المراقبة أو السجن ويؤهل الفرد لارتداء واحدة. أثناء ارتدائه، لا يمكن إزالته وإذا تم تشغيل إنذار، يمكن للفرد الذهاب إلى المنزل أو العمل أو المدرسة أو المناطق المسموح بها فقط (التعليم أو التدريب الوظيفي).
برامج مكافحة المنشطات هي برامج بديلة أمرت بها المحكمة، والتي كانت ستُسجن بدون شروط. جرائم القيادة تحت تأثير الكحول والمخدرات غير القانونية. الهدف هو نشر الوعي بالجريمة ومخاطر ما كان يمكن أن يحدث. هذا البرنامج هو فقط للجاني وليس لعامة الناس.
برنامج المخدرات مع المراجعة القضائية (ND) هو بديل للسجن غير المشروط لمدمني المخدرات والكحول. الجرائم التي يمكن أن تدخل الجاني في هذا البرنامج هي أي شيء متعلق بالمخدرات، بما في ذلك الجرائم لتمويل الإدمان إذا كان يمكن أن تكون الجريمة متجذرة في إدمان المخدرات، يمكن أن تضعهم في البرنامج.
على القاضي أن يصدر البديل، وعلى المجرم أن يوافق على العمل في النظافة، وأن توافق المؤسسة الإصلاحية، ويجب أن تكمل السلطة الإصلاحية مسحًا شخصيًا.
بعد أن يقدم المدعي العام جميع المطالبات ويتم قبولها، سيكون هناك برنامج لمدة سنتين إلى خمس سنوات تسيطر عليه المحكمة. بمجرد تنفيذ البرنامج، هناك أربع مراحل: التنفيذ، الاستقرار، المسؤولية والاستمرارية.
طوال البرنامج، سيعمل البرنامج مع الخدمات الإصلاحية والخدمات البلدية وخدمات التعليم وخدمات الصحة العقلية والخدمات الصحية المتخصصة. طوال كل مرحلة وعلامات محددة مسبقًا، يجب على الفرد أن يجتمع مع المحكمة للتحقق من التقدم، وبعد البرنامج يمكن لهيئة رعاية الحرية التحقق منها بعد التنفيذ. لكي يكتمل البرنامج، يجب استكمال جميع المراحل ويجب إكمال البرنامج خلال الوقت المخصص.

### العقوبة في السجن
يوجد حاليًا 43 سجنًا في النرويج، خمسة منها من الإناث بشكل صارم، وجميع السجون مدفوعة بـ «نموذج الاستيراد»، ويعني نموذج الاستيراد الخدمات المقدمة للسجناء تمامًا مثلما يتم تقديمها إلى أولئك غير المسجونين أي الخدمات الصحية، التعليم، الوصول إلى المكتبة، إلخ .
أطول عقوبة مسموح بها في سجن نرويجي هي 21 عامًا، على الرغم من أن قانون العقوبات الجديد يسمح بعقوبة أقصاها 30 عامًا في الجرائم المتعلقة بالإبادة الجماعية أو الجرائم ضد الإنسانية أو جرائم الحرب . بينما يبلغ متوسط العقوبة حوالي 8 أشهر .
العقوبة المستخدمة في النظام الإصلاحي هي تقييد الحرية، ولا تُسحب أي حقوق أخرى من الأفراد . وبسبب هذا الاعتقاد، فإن الجاني داخل السجن سيكون له نفس الحقوق التي يتمتع بها المواطن العادي .
سوف يحاولون وضع المجرمين في أدنى منطقة أمنية عندما يكون ذلك ممكنًا لأنهم يعتقدون أنه إذا كان النظام أكثر مؤسسية فإنه يجعل من الصعب على الجاني العودة بنجاح إلى المجتمع. لذلك، سوف يمضي شخص ما نحو الإفراج بدءاً من السجون المشددة الحراسة، ثم ينتقل إلى سجن أمني أدنى، ثم من خلال منزل في منتصف الطريق، ثم يتم إطلاق سراحه في نهاية المطاف إلى المجتمع.
هناك ثلاثة مستويات للسجن مستوى أمني عالٍ (السجون المغلقة)، ومستوى أمان أقل (السجون المفتوحة) والإسكان الانتقالي. السجون المغلقة لها جدران، أسوار حول المجمع، السجناء مغلقون، ويخضعون لسيطرة ضباط السجون .
تحظر قوانين النرويج استخدام التعذيب وغيره من ضروب المعاملة القاسية أو اللاإنسانية أو المهينة كعقاب . تستوفي ظروف السجن عادة المعايير الدولية، وتسمح الحكومة بزيارات أي مراقبين لحقوق الإنسان . يعتبر النظام شفافاً، ويمثل السجناء أمين مظالم، وهو مسؤول يعين للتحقيق في شكاوى الأفراد ضد السلطة العامة.
عندما لا يكون النزلاء في العمل أو المدرسة أو في الأنشطة الترفيهية، فإنهم يكونون مع ضباط الإصلاح وفي زنازينهم. لجميع السجناء الحق في الدراسة ويسمح لهم بالتصويت أثناء وجودهم في السجن.
يُفحص السجناء زنازينهم مرة واحدة في اليوم ويتم منحهم القليل جدًا من العناصر الشخصية المعتمدة مسبقًا. سيتم جمع عينات البول إذا لزم الأمر، وعادة ما تستهدف عشوائيا بين السكان الذين لديهم تاريخ معروف من إدمان المخدرات .
 غالبية السجون النرويجية (ستون بالمائة) هي سجن مغلق. السجون المفتوحة تحبس السجناء فقط في زنازينهم أو منازلهم أو غرفهم في الليل، حرم السجن مفتوح ولكن لا يزال السجناء لا يمكنهم المغادرة . تم اعتراض المكالمات ولكن يُسمح باستخدام الهاتف .
تشجع السجون المفتوحة على الاتصال بالمجتمع، من خلال وسائل آمنة مثل الزيارة والخروج والتكيفات الأخرى. يتم استخدام السكن الانتقالي عند اكتمال جزء من العقوبة، ولا يزال السجناء في نظام السجون ولكن السيطرة عليهم أقل صرامة.
يجب أن تتم الموافقة مسبقًا على الانتقال إلى السكن الانتقالي من أجل سلامة المجتمع . يعيد الإسكان الانتقالي السجناء تدريجياً إلى المجتمع من خلال التدريب الاجتماعي والتدريب المهني. يقوم بإعداد نزيل مع شبكة لاستخدامه بمجرد إعادته إلى المجتمع .